# Vodní mlýn Hoslovice
Vodní mlýn Hoslovice o jediném kole v obci Hoslovice je považován za nejstarší zachovalý vodní mlýn na území České republiky. Mlýn, který je chráněn jako národní kulturní památka České republiky, je tvořen původní mlýnicí spojenou s obytnou částí, kde se nachází i černá kuchyně. Střecha mlýna je pokrytá došky. Obvodové zdivo je kamenné. V areálu mlýna je dále kolna a chlévy se stodolou. V zadní části areálu se nachází rybníček s vodním náhonem pro mlýn, délka náhonu je přibližně 150 metrů.
První písemnou zprávu o mlýnu obsahuje Berní rula z roku 1654. Některé útržkové písemné zmínky datují stavení mlýna ještě dříve, až k založení obci Hoslovice.

## Současnost
Mlýn je v současné době součástí expozic muzea středního Pootaví ve Strakonicích. 
V roce 2025 bylo u mlýnu zřízené parkoviště a opravena příjezdová cesta pro lepší dostupnost návštěvníků. Mlýn hostí po celý rok několik akcí spojených s lidovou kulturou a zvyky (Dožínky, pečení chleba, workshopy). 

## Ve filmu
Mlýn se objevil jako filmová lokace pro různé filmy (zejména filmové pohádky).
- Kouzla králů (2008)
- Vodník a Karolínka (2010)
- Tři bratři (2014)